# سوپر جام فوتبال بلژیک
 سوپر جام فوتبال بلژیک  (به آلمانی: Belgischer Fußball-Supercup)، (به فرانسوی: Supercoupe de Belgique)، (به هلندی: Belgische Supercup) مسابقه‌ای است که سالانه مابین قهرمان لیگ برتر فوتبال بلژیک و قهرمان جام حذفی فوتبال بلژیک برگزار می‌شود.
در صورتی که قهرمان لیگ برتر و قهرمان جام حذفی یه تیم باشد ، نایب قهرمان جام حذفی یه عنوان تیم دوم معرفی میشود.
باشگاه فوتبال کلوب بروژ با ۱۷ قهرمانی پرافتخارترین تیم این سری مسابقات به حساب می‌آید.

## پرافتخارترین باشگاه‌ها
| باشگاه        | قهرمانی |
| کلوب بروژ     | ۱۷      |
| اندرلشت       | ۱۳      |
| استاندارد لیژ | ۴       |
| خنک           | ۲       |